# 제미마 숨공
제미마 젤라가트 숨공(영어: Jemima Jelagat Sumgong, 1984년 12월 21일 ~ )은 케냐의 마라톤 선수이다.